# Réservoir de Mingachevir
Le réservoir de Mingachevir ou Mingəçevir (en azéri) est un réservoir situé vers Mingachevir, en Azerbaïdjan. Il constitue la plus grande réserve d'eau du pays et le plus grand réservoir du Caucase avec une superficie de 605 km2. 

## Géographie
Long de plus de 63 kilomètres et large de 19 kilomètres, le lac est alimenté par le fleuve Koura et au moins deux de ses affluents, l'Iori et l'Alazani.